# Sant Bartomeu de Tavascan
Sant Bartomeu de Tavascan és l'església parroquial del poble de Tavascan, en el terme municipal de Lladorre, a la comarca del Pallars Sobirà. Està situada al centre del poble, al costat nord de l'antiga església de Sant Simó de Tavascan.

## Descripció
Església d'una sola nau i capçalera rectangular a l'est, flanquejada per capelles laterals. La nau és dividida en quatre trams amb volta d'arestes. A la façana occidental, sota el pinyó, s'obren la porta adovellada amb arc de mig punt i molt per damunt d'aquesta un òcul, i els extrems dos pisos de petites finestres. Al costat nord de la façana, s'aixeca la torre campanar que a partir del nivell de la coberta de la nau, es transforma en vuitavat. Corona el campanar un agut xapitell.